# Euxoa manca
Euxoa manca là một loài bướm đêm trong họ Noctuidae.